# Drymobius chloroticus
Espèce
Synonymes
- Dendrophidium chloroticum Cope, 1886

Statut de conservation UICN

 LC  : Préoccupation mineure
Drymobius chloroticus est une espèce de serpents de la famille des Colubridae.

## Répartition
Cette espèce se rencontre :
- au Guatemala ;
- au Honduras où elle est présente entre 780 et 1 900 m d'altitude ;
- dans le sud-est du Mexique (États de Chiapas, d'Hidalgo, d'Oaxaca, de Puebla, de San Luis Potosí et de Veracruz) ;
- au Nicaragua ;
- au Salvador.

Sa présence est incertaine au Belize.

## Description
Dans sa description Cope indique que le spécimen en sa possession mesure 105 cm dont 34 cm pour la queue. Son dos est vert et sa face ventrale jaune.

## Publication originale
- Cope, 1886 : Thirteenth Contribution to the Herpetology of Tropical America. Proceedings of the American Philosophical Society, vol. 23, n. 122, p. 271-287 (texte intégral).